# كيريل ليبيديف
كيريل ليبيديف (بالروسية: Кирилл Вадимович Лебедев)‏ هو لاعب هوكي الجليد روسي، ولد في 1 أكتوبر 1991 في مغنيتاغورسك في روسيا.

## وصلات خارجية
- كيريل ليبيديف على موقع EliteProspects.com (الإنجليزية)